# Saharoza—1,6-a-glukan 3(6)-a-glukoziltransferaza
Saharoza—1,6-a-glukan 3(6)-a-glukoziltransferaza (EC 2.4.1.125, u vodi rastvorna glukanska sintaza, GTF-I, GTF-S, GTF-SI, saharoza-1,6-alfa-glukan 3(6)-alfa-glukoziltransferaza, saharoza:1,6-alfa--glukan 3-alfa- and 6-alfa-glukoziltransferaza, saharoza:1,6-, 1,3-alfa-D-glukan 3-alfa- and 6-alfa-D-glukoziltransferaza, saharoza:1,6-alfa--glukan 3(6)-alfa--glukoziltransferaza, gtfB (gen), gtfC (gen), gtfD (gen)) je enzim sa sistematskim imenom saharoza:(1->6)-alfa-D-glukan 3(6)-alfa--glukoziltransferaza. Ovaj enzim katalizuje sledeću hemijsku reakciju
(1) saharoza + [(1->6)-alfa--glukozil] {\displaystyle \rightleftharpoons } -fruktoza + [(1->6)-alfa--glukozil]+1
(2) saharoza + [(1->6)-alfa--glukozil] {\displaystyle \rightleftharpoons } -fruktoza + (1->3)-alfa-D-glukozil[(1->6)-alfa--glukozil]
Ovaj enzim je izolovan iz bakterije dentalnog karijesa Streptococcus mutans.

## Literatura
- Nicholas C. Price; Lewis Stevens (1999). Fundamentals of Enzymology: The Cell and Molecular Biology of Catalytic Proteins (Third изд.). USA: Oxford University Press. ISBN 019850229X.
- Eric J. Toone (2006). Advances in Enzymology and Related Areas of Molecular Biology, Protein Evolution (Volume 75 изд.). Wiley-Interscience. ISBN 0471205036.
- Branden C; Tooze J. Introduction to Protein Structure. New York, NY: Garland Publishing. ISBN 0-8153-2305-0.
- Irwin H. Segel. Enzyme Kinetics: Behavior and Analysis of Rapid Equilibrium and Steady-State Enzyme Systems (Book 44 изд.). Wiley Classics Library. ISBN 0471303097.

## Spoljašnje veze
- Sucrose—1,6-alpha-glucan+3(6)-alpha-glucosyltransferase на 